# Giorgio Turchi
Giorgio Turchi (Carpi, Provincia de Módena, Italia, 26 de octubre de 1931) es un exfutbolista italiano. Se desempeñaba en la posición de centrocampista.

## Clubes
| Club            | País   | Año         |
| --------------- | ------ | ----------- |
| Carpi F. C.     | Italia | 1950 - 1951 |
| Bologna F. C.   | Italia | 1951 - 1954 |
| Juventus F. C.  | Italia | 1954 - 1956 |
| Vicenza Calcio  | Italia | 1956 - 1957 |
| Juventus F. C.  | Italia | 1957 - 1959 |
| Cagliari Calcio | Italia | 1959 - 1960 |
| A. C. Cesena    | Italia | 1960 - 1962 |

## Palmarés

### Campeonatos nacionales
| Título      | Club           | País   | Año     |
| ----------- | -------------- | ------ | ------- |
| Serie A     | Juventus F. C. | Italia | 1957-58 |
| Copa Italia | Juventus F. C. | Italia | 1958-59 |